# Rimpatriati dall'Albania (Egitto)
Il caso dei Rimpatriati dall'Albania riguarda un maxi processo della giustizia militare egiziana celebrato tra il febbraio e l'aprile del 1999. 
Fu la stampa egiziana a coniare il nome di "Rimpatriati dall'Albania" per individuare un certo numero di sospetti appartenenti alla Jihad islamica egiziana, catturati in Albania e di qui in qualche modo trasferiti in Egitto, quasi senza seguire le regolari procedure di estradizione. In alternativa sono chiamati anche "gli arabi albanesi" perché facevano parte di un gruppo che aveva visitato l'Albania e fu poi estradato in Egitto da Azerbaigian, Yemen, Arabia Saudita e Kuwait. 
Il processo si basò in una certa misura sulla testimonianza del rimpatriato Ahmad al-Naggar e su prove e registrazioni di interrogatori raccolti in Albania con l'assistenza della CIA.
Il processo è una delle principali fonti di informazioni (e sospetti) sui gruppi terroristici sunniti negli anni novanta, in particolar modo al-Gama'a al-Islamiyya e la sua derivazione Jihad islamica egiziana guidata da Ayman al-Zawahiri; è uno dei casi chiave di extraordinary rendition (trasferimento extragiudiziario e da uno stato all'altro di imputati) e sulla credibilità delle testimonianze di detenuti per terrorismo.